# 中村ひとし
中村 ひとし（Hitoshi Nakamura、ヒトシ・ナカムラ、ひとしの漢字表記は「矗」、1944年10月22日 - ）は、日系ブラジル人一世の都市環境政策者・造園家・環境コンサルタント。環境教育者。
ブラジルのクリチバ市で都市開発にかかわっている。同国の環境政策の実行に貢献している。
これまでの環境政策への取り組みが評価され、クリチバ市をはじめ、ブラジル国内多数の市で名誉市民賞を受賞している。
現在も日本とブラジルの文化・経済交流で活躍。パラナ日伯商工会議所 (CCIBJ do Parana) 環境事務部長。2009年からブラジリア首都開発公社総裁補佐。兵庫県明石市出身。

## 経歴
1944年10月22日、疎開先である母親の実家の千葉県木更津市で生まれる。父親は船乗り。妹の加代子は後に大学の福祉学部教授となる。
小学時代に神戸市に、中学時代途中で明石市に引っ越す。兵庫県立明石高等学校を経て、1967年、大阪府立大学旧農学部造園学科卒業。1969年、同大学大学院農学研究科修士課程修了。
1970年から、ブラジルで農業学校を作るのを目標に同国パラナ州コンテンダ市の農場に農業移民として移住。農作業を行う傍ら、ポルトガル語の勉強をしていたときの先生から市役所職員への造園職就職を斡旋され、1971年よりパラナ州クリチバ市役所に入所する。一方で休日を利用して庭師・造園業を受注し始め、市役所の仕事とは別に造園会社を経営していた。
市役所入所後、土地区画整理事業で市街地にできた余剰地に遊び場などを設置した。この仕事によって、市長のジャイメ・レルネルに抜擢を受ける。レルネル政権のもとで、緑地整備や環境問題、ファベーラ（スラム）問題に取り組み、1979年には市の公園部発足にともない公園部長に就任した。就任に伴い（外国籍では市の要職に就くことができないため）ブラジル連邦共和国へ帰化。その後パラナ州に移籍し、州教育局・環境教育コーディネーター等を歴任する。
1989年、レルネル市長第3期目にクリチバ市環境局長に抜擢。同職は1994年まで務め、都市緑化、リサイクル、スラム対策等に関する政策に取り組む。同市は環境先進都市として国連環境計画賞を受賞している。
1995年、レルネルがパラナ州知事に就任するとともにパラナ州の環境・水資源庁の長官に任命される。州環境局長時代、河川保全の問題、森林保護の問題、ごみの問題と、多くの課題を少ない予算の中解決していった。漁師を対象としたごみ買いプログラム、パラナグア湾における牡蠣養殖、マルンビ山の観光ルート計画、メル島のエコリゾート整備、衰退地域の観光産業開発、環境保全税の還元、インディオ居住地区におけるパラナ松の保全などの事業を成し遂げる。2000年に同職を退官。以降はEnvironmental Consultant Instituto Jaime Lerner勤務。
環境市民大学で教鞭を振るう。2001年より環境自由大学（ブラジル・クリチバ市）特別プロジェクトコーディネーター。
中村は1992年のクリチバをはじめとして、8の自治体の名誉市民となっている。モヘテス市
(1997年)、 シアノーチ市 (1997年)、サンタ·テレジーニャ·デ·イタイプ市(1997年)、アントニーナ市(1998年)、プリメイロ·デ·メイヨ市 (1998年)、パト·ブランコ市(1997年)、イポラ市(2000年) である。クリチバを除けば、名誉市民に値する功績はパラナ環境局長時代に成し遂げられたものである。